# 代斯克
代斯克，是匈牙利琼格拉德州所辖的一个村。总面积52.05平方公里，总人口3662，人口密度70.4人/平方公里（2011年1月1日）。